# Stereo (canção de Machine Gun Kelly)
"Stereo" é uma música do rapper americano Machine Gun Kelly. A canção foi lançada em 20 de setembro de 2012 junto com um videoclipe e serve como o primeiro single promocional de seu álbum de estreia e também primeiro álbum de estúdio Lace Up. O single conta com a participação especial de Alex Fitts da banda The Kickdrums e foi produzida por Alex Kickdrum.

## Antecedentes
"Stereo" é uma das canções mais antigas de MGK, anteriormente apresentada em sua mixtape de 2010: Lace Up!. Foi lançada em 20 de setembro de 2012 com um videoclipe, em sua conta da Vevo. Em sua conta do Twitter, MGK afirmou que o videoclipe foi filmado e concluído mais de um ano antes de ser oficialmente lançado, mas ele queria esperar a data de lançamento de seu próximo álbum se aproximar. A canção é apresentada em Lace Up - The Prelude, um EP lançado exclusivamente para o serviço "Music Unlimited" da Sony. Lace Up - The Prelude foi lançado em 2 de outubro de 2012.

## Videclipe
O vídeo foi lançado através da conta do MGK da Vevo no YouTube em 20 de setembro de 2012, e conta com uma participação especial de Alex Fitts. O vídeo alterna entre MGK em um ônibus de turismo personalizado também ocupado por prostitutas, ou com uma namorada cujo pai não gosta dele, e fazendo rap em uma sala vazia. O segundo cenário retrata a letra da música; MGK está profundamente apaixonado por uma garota, mas seu pai, um policial, não gosta dele e fará de tudo para mantê-los separados. Enquanto o primeiro cenário exibe MGK correndo da polícia ou dele e Alex Fitts no ônibus de turnê com todas as outras garotas. O terceiro cenário é mostrado após MGK ser perseguido pela polícia. O primeiro e o segundo cenários eventualmente coincidem um com o outro no final do vídeo.

## Lista de músicas
Single Digital
| N.º | Título                                | Compositor(es)           | Produtor(es)  | Duração |  |
| 1.  | "Stereo" (participação de Alex Fitts) | Colson Baker, Alex Fitts | Alex Kickdrum | 3:54    |  |